# Carnivore
Carnivore é uma banda americana fundada em 1982 no bairro do Brooklyn em Nova York pelo músico Peter Steele, que mais tarde iria formar a sua futura banda Type O Negative. A banda  mesclava elementos do hardcore punk, crossover thrash, heavy metal e doom metal e na maioria das vezes as suas músicas tratavam sobre temas sombrios como morte e guerras.
Em agosto de 2017, foi anunciado que Carnivore seria oficialmente reformado como Carnivore A.D., com o baterista original Louie Beato e o guitarrista Marc Piovanetti, juntamente com o baterista secundário Joe Branciforte, compartilhando tambores e apresentando o novo membro Baron Misuraca como baixista e vocalista (tal como Peter Steele). Após uma apresentação ao vivo no pré-festa 2017 Black N Blue Bowl, em maio, Piovanetti anunciou que o grupo se reformaria com um grande respeito ao legado de Peter Steele enquanto se distinguia simultaneamente das encarnações passadas da banda. Eles tocaram seu primeiro show com Misuraca em 31 de outubro em Bowery Electric, em Nova York, apelidado de "A Halloween SteeleTacular".

## Formações

### Atual (sem Peter Steele)
- Baron Misuraca − vocalista e baixista (2017–presente)
- Louie Beateaux - bateria (1982–1987, 2017–presente)
- Marc Piovanetti – guitar, vocal secundário (1982-1987, 2017–presente)
- Joe Branciforte - baterista secundário (2006–2010)

### Final (até Peter Steele)
- Peter Steele − vocalista e baixista (1982–1987, 2006–2010)
- Paul Bento - guitarra (2006–2010)
- Steve Tobin - bateria (2006–2010)
- Joey Z. - guitarra (2006–2010)

### Ex membros
- Louie Beateaux − bateria (1982–1987)
- Stan Pillis − guitarra (1982–1983)
- Keith Alexander - guitarra (1982–1986)
- Marc Piovanetti - guitarra (1987)

## Discografia
Álbuns de estúdio
- Carnivore (1985)
- Retaliation (1987)